# 谢维和
谢维和（1954年—），男，汉族，江西上饶人，中华人民共和国政治人物，中国共产党党员，曾任清华大学副校长、教育研究院院长，第十一届全国人民代表大会北京地区代表。

## 生平
毕业于中国社会科学院研究生院。2008年，当选为全国人大教科文卫委员会委员。